# Arzneimittelkursbuch
Das Arzneimittelkursbuch ist ein von der Firma A.T.I. Arzneimittelinformation Berlin herausgegebenes Verzeichnis von rund 17.000 in Deutschland, Österreich und der Schweiz zugelassenen Arzneimitteln. Es enthält analog zu vergleichbaren Werken wie der Roten Liste Angaben zu Anwendungsbereichen, Darreichungsformen, Dosierungen, Risiken und Nebenwirkungen, Gegenanzeigen und Wechselwirkungen sowie Preisen der Arzneimittel. Gegliedert ist das Werk nach den ATC-Codes des Anatomisch-Therapeutisch-Chemischen Klassifikationssystems.
Darüber hinaus sind auch Vergleiche mit anderen Präparaten sowie Bewertungen der Wirksamkeit und der Wirtschaftlichkeit der Arzneimittel aufgeführt, die nach den Maßstäben der evidenzbasierten Medizin auf der Auswertung klinischer Studien beruhen. Das Arzneimittelkursbuch entspricht damit nach den Angaben des Herausgebers den Kriterien sowohl einer Negativliste als auch einer Positivliste für Arzneimittel und soll Ärzten und Apothekern bei der Anwendung von Arzneimitteln die Abwägung von Nutzen, Risiken und Kosten ermöglichen. Es erscheint in der Regel alle zwei Jahre in aktualisierter Auflage.
Die Firma A.T.I. Arzneimittelinformation Berlin veröffentlicht darüber hinaus unter dem Titel arznei-telegramm eine Zeitschrift mit aktuellen Informationen zur Nutzen- und Risikobewertung von Arzneimitteln.